# ノームコア (競走馬)
ノームコア（欧字名:Normcore 香:樸素無華、2015年2月25日 - ）は、日本の元競走馬。主な勝ち鞍は2019年のヴィクトリアマイル、2020年の香港カップ。
馬名の意味は「究極の普通」。

## 戦績

### デビュー前
2015年2月25日に北海道安平町のノーザンファームで誕生。2016年のセレクトセール1歳馬市場に上場され、池谷誠一によって2200万円(税抜)で落札された。「値段も高くなかったし、普通の馬だと思っていた」という理由から「究極の普通」を意味するノームコアと命名される。
育成はノーザンファーム早来の野崎孝仁厩舎で行われた。育成中は強めの運動でスクミが出るなど体質面で弱さが見られ、当初は2歳夏以降の入厩になると見込まれていたが、2歳4月頃からの良化によって入厩時期が前倒しされた。

### 2歳（2017年）
美浦・萩原清厩舎に入厩する。7月16日の新馬戦（福島芝1800m）でデビュー。積極的に先行し、2着に3馬身半の差をつけて新馬勝ちする。2戦目のアスター賞(500万下)も先行抜け出しの競馬で快勝し、デビュー2連勝とする。しかし、レース後に骨折が判明し、休養を余儀なくされる。

### 3歳（2018年）
フラワーカップで戦線復帰し、3着となる。フローラステークスでも不利な大外16番枠からの発走ながら最後までしぶとく伸びたが、2着パイオニアバイオにクビ差及ばず3着となり、優駿牝馬の優先出走権は獲得できなかった。
秋は紫苑ステークスでクリストフ・ルメールと初コンビを結成し、直線で鋭い末脚を発揮して2着のマウレアに3馬身差をつけ、1分58秒0の好タイムで快勝。初の重賞タイトルを手にするとともに、2000mで施行されるようになった2007年以降のレースレコードを更新した。しかし、レース後に疲れが出たため、優先出走権を得た秋華賞は回避となった。
ルメールの5週連続G1制覇がかかったエリザベス女王杯では古馬初対決ながら2番人気に推されたが、3番手追走から直線で伸びきれず、掲示板を確保するのが精一杯だった。

### 4歳（2019年）
始動戦の愛知杯では1番人気に支持されたが、スタート直後に躓いて位置取りを悪くしたことが響いて2着に終わる。そして中山牝馬ステークス7着を経て迎えたヴィクトリアマイルではクリストフ・ルメールが騎乗停止のためオーストラリアのダミアン・レーンに乗り替わった。レースはアエロリットが前半の1000m56.1のハイペースで逃げる中、中団くらいを追走して直線は馬場の真ん中を追い込んで迫るプリモシーンを振り切ってゴール。騎乗したダミアン・レーンと共にGI初制覇を飾った。さらに勝ちタイム1:30.5は2012年京成杯オータムハンデキャップでレオアクティブが記録した1:30.7を0.2更新する芝1600mの世界レコードとなった。しかし、レースの3日後に骨折が判明し戦線離脱となった。
骨折からの復帰戦は富士ステークスに出走。マイルGI2勝の3歳馬アドマイヤマーズに次ぐ2番人気に推される。レースでは直線で外から豪快に伸びて快勝。前走のヴィクトリアマイルに続く重賞連勝を、8戦ぶりの牡牝混合戦で果たした。牝馬による同レース制覇は20年振りで、鞍上のルメールは連覇を果たした。
12月8日、香港マイルに出走。ルメール騎手が騎乗したが結果は、4着だった。

### 5歳（2020年）
初戦の高松宮記念はグランアレグリアに騎乗するルメールに代わり、横山典弘が鞍上を勤めた。しかし、初スプリント戦で後方から伸びず13着に終わる。連覇の掛かるヴィクトリアマイルでは三冠牝馬のアーモンドアイに届かず3着。安田記念でも追い込みを見せるも、先行するグランアレグリアやアーモンドアイらに届かず4着となった。
夏はマイルから一転、2000mの札幌記念に出走。GⅠ3勝のラッキーライラックに次ぐ2番人気に推される。レースでは直線先頭のラッキーライラックを追い抜き、後続ペルシアンナイトの追撃を振り切って勝利。秋は2年ぶりのエリザベス女王杯に出走し、こちらも前年覇者ラッキーライラックに次ぐ2番人気。レースは前半1000m59.3秒の大逃げを打つも、直線で後続に捕まり16着となった。
翌月、ウインブライト・ダノンプレミアムと共に香港カップに出走。当初はクリストフ・スミヨンが騎乗予定であったが、検疫で新型コロナウイルスの再検査が要請され騎乗が不可能となった。代わりに、香港リーディング騎手のザック・パートンが騎乗することになった。レースはマジカルの後方から追走、先頭になったダノンプレミアムをウインブライトらが追撃する形となったが、いち早く抜け出して快勝。GI競走2勝目を挙げた。
2021年1月5日、競走馬登録を抹消し現役を引退した。引退後はノーザンファームで繁殖牝馬となる。

## 競走成績
以下の内容は、netkeiba.comおよび香港ジョッキークラブの情報に基づく。
| 競走日     | 競馬場 | 競走名             | 格      | 距離（馬場）  | 頭 数 | 枠 番 | 馬 番 | オッズ （人気） | 着順 | タイム （上がり3F） | 着差  | 騎手        | 斤量 [kg] | 1着馬（2着馬）         | 馬体重 [kg] |
| ---------- | ------ | ------------------ | ------- | ------------- | ----- | ----- | ----- | --------------- | ---- | ------------------- | ----- | ----------- | --------- | ---------------------- | ----------- |
| 2017.07.16 | 福島   | 2歳新馬            |         | 芝1800m（良） | 15    | 3     | 4     | 005.90（3人）   | 01着 | R1:49.1（37.0）     | -0.6  | 0石川裕紀人 | 54        | （マイティテソーロ）   | 436         |
| 0000.09.09 | 中山   | アスター賞         | 500万下 | 芝1600m（良） | 8     | 7     | 7     | 002.10（1人）   | 01着 | R1:35.1（33.7）     | -0.1  | 0北村宏司   | 54        | （ソイルトゥザソウル） | 446         |
| 2018.03.17 | 中山   | フラワーC          | GIII    | 芝1800m（良） | 13    | 3     | 3     | 007.40（4人）   | 03着 | R1:49.5（35.7）     | -0.3  | 0北村宏司   | 54        | カンタービレ           | 460         |
| 0000.04.22 | 東京   | フローラS          | GII     | 芝2000m（良） | 16    | 8     | 16    | 007.40（5人）   | 03着 | R1:59.6（34.6）     | -0.1  | 0戸崎圭太   | 54        | サトノワルキューレ     | 456         |
| 0000.09.08 | 中山   | 紫苑S              | GIII    | 芝2000m（良） | 16    | 7     | 14    | 004.20（2人）   | 01着 | R1:58.0（33.6）     | -0.5  | 0C.ルメール | 54        | （マウレア）           | 456         |
| 0000.11.11 | 京都   | エリザベス女王杯   | GI      | 芝2200m（良） | 17    | 7     | 13    | 003.80（2人）   | 05着 | R2:13.7（34.9）     | -0.6  | 0C.ルメール | 54        | リスグラシュー         | 466         |
| 2019.01.26 | 中京   | 愛知杯             | GIII    | 芝2000m（良） | 14    | 7     | 11    | 003.00（1人）   | 02着 | R2:00.1（33.5）     | -0.1  | 0C.ルメール | 55        | ワンブレスアウェイ     | 468         |
| 0000.03.09 | 中山   | 中山牝馬S          | GIII    | 芝1800m（良） | 14    | 2     | 2     | 003.40（1人）   | 07着 | R1:47.9（34.9）     | -0.2  | 0田辺裕信   | 55        | フロンテアクイーン     | 466         |
| 0000.05.12 | 東京   | ヴィクトリアマイル | GI      | 芝1600m（良） | 18    | 2     | 4     | 009.40（5人）   | 01着 | R1:30.5（33.2）     | -0.0  | 0D.レーン   | 55        | （プリモシーン）       | 470         |
| 0000.10.19 | 東京   | 富士S              | GIII    | 芝1600m（稍） | 18    | 8     | 16    | 004.80（2人）   | 01着 | R1:33.0（33.2）     | -0.1  | 0C.ルメール | 56        | （レイエンダ）         | 470         |
| 0000.12.08 | 沙田   | 香港マイル         | G1      | 芝1600m（良） | 10    | 9     | 10    | 014.00（5人）   | 04着 | R1:33.56            | -0.31 | 0C.ルメール | 55.5      | Admire Mars            | 467         |
| 2020.03.29 | 中京   | 高松宮記念         | GI      | 芝1200m（重） | 18    | 8     | 18    | 026.70（8人）   | 15着 | R1:10.6（35.0）     | -1.9  | 0横山典弘   | 55        | モズスーパーフレア     | 478         |
| 0000.05.17 | 東京   | ヴィクトリアマイル | GI      | 芝1600m（良） | 16    | 8     | 16    | 017.40（5人）   | 03着 | R1:31.3（33.2）     | -0.7  | 0横山典弘   | 55        | アーモンドアイ         | 466         |
| 0000.06.07 | 東京   | 安田記念           | GI      | 芝1600m（稍） | 14    | 3     | 3     | 049.90（7人）   | 04着 | R1:32.1（33.8）     | -0.5  | 0横山典弘   | 56        | グランアレグリア       | 466         |
| 0000.08.23 | 札幌   | 札幌記念           | GII     | 芝2000m（良） | 12    | 1     | 1     | 003.70（2人）   | 01着 | R1:59.4（34.5）     | -0.2  | 0横山典弘   | 55        | （ペルシアンナイト）   | 468         |
| 0000.11.15 | 阪神   | エリザベス女王杯   | GI      | 芝2200m（良） | 18    | 3     | 6     | 003.80（2人）   | 16着 | R2:11.6（36.1）     | -1.3  | 0横山典弘   | 56        | ラッキーライラック     | 466         |
| 0000.12.13 | 沙田   | 香港カップ         | G1      | 芝2000m（良） | 8     | 3     | 8     | 010.00（5人）   | 01着 | R2:00.50            | -0.1  | 0Z.パートン | 55.5      | （Win Bright）         | 465         |

- 香港のオッズ・人気は香港ジョッキークラブのもの。
- タイム欄のRはレコード勝ちを示す。

## 繁殖成績
|       | 馬名             | 生年   | 性 | 毛色 | 父               | 馬主     | 厩舎         | 戦績         |
| ----- | ---------------- | ------ | -- | ---- | ---------------- | -------- | ------------ | ------------ |
| 初仔  | シルバーレイン   | 2022年 | 牡 | 芦毛 | エピファネイア   | 池谷誠一 | 美浦・萩原清 | 6戦2勝(現役) |
| 2番仔 | ドリームコア     | 2023年 | 牝 | 鹿毛 | キズナ           | 吉田勝己 | 美浦・萩原清 | 1戦1勝(現役) |
| 3番仔 | ノームコアの2024 | 2024年 | 牡 | 芦毛 | キタサンブラック |          |              |              |

- 2025年4月11日現在

## 血統表
| ノームコアの血統                       | ノームコアの血統                     | ノームコアの血統    | （血統表の出典）    | （血統表の出典） |
| 父系                                   | ダンジグ系                           | ダンジグ系          | ダンジグ系          | [ § 2 ]          |
| 父 *ハービンジャー Harbinger 2006 鹿毛 | 父の父Dansili 1996 黒鹿毛            | *デインヒル         | Danzig              | Danzig           |
| 父 *ハービンジャー Harbinger 2006 鹿毛 | 父の父Dansili 1996 黒鹿毛            | *デインヒル         | Razyana             |                  |
| 父 *ハービンジャー Harbinger 2006 鹿毛 | 父の父Dansili 1996 黒鹿毛            | Hasili              | Kahyasi             | Kahyasi          |
| 父 *ハービンジャー Harbinger 2006 鹿毛 | 父の父Dansili 1996 黒鹿毛            | Hasili              | Kerali              |                  |
| 父 *ハービンジャー Harbinger 2006 鹿毛 | 父の母Penang Pearl 1996 鹿毛         | Bering              | Arctic Tern         | Arctic Tern      |
| 父 *ハービンジャー Harbinger 2006 鹿毛 | 父の母Penang Pearl 1996 鹿毛         | Bering              | Beaune              |                  |
| 父 *ハービンジャー Harbinger 2006 鹿毛 | 父の母Penang Pearl 1996 鹿毛         | Guapa               | Shareef Dancer      | Shareef Dancer   |
| 父 *ハービンジャー Harbinger 2006 鹿毛 | 父の母Penang Pearl 1996 鹿毛         | Guapa               | Sauceboat           |                  |
| 母 クロノロジスト 2003 芦毛            | 母の父*クロフネ 1998 芦毛            | *フレンチデピュティ | Deputy Minister     | Deputy Minister  |
| 母 クロノロジスト 2003 芦毛            | 母の父*クロフネ 1998 芦毛            | *フレンチデピュティ | Mitterand           |                  |
| 母 クロノロジスト 2003 芦毛            | 母の父*クロフネ 1998 芦毛            | *ブルーアヴェニュー | Classic Go Go       | Classic Go Go    |
| 母 クロノロジスト 2003 芦毛            | 母の父*クロフネ 1998 芦毛            | *ブルーアヴェニュー | Eliza Blue          |                  |
| 母 クロノロジスト 2003 芦毛            | 母の母インディスユニゾン 1997 青鹿毛 | *サンデーサイレンス | Halo                | Halo             |
| 母 クロノロジスト 2003 芦毛            | 母の母インディスユニゾン 1997 青鹿毛 | *サンデーサイレンス | Wishing Well        |                  |
| 母 クロノロジスト 2003 芦毛            | 母の母インディスユニゾン 1997 青鹿毛 | *ラスティックベル   | Mr. Prospector      | Mr. Prospector   |
| 母 クロノロジスト 2003 芦毛            | 母の母インディスユニゾン 1997 青鹿毛 | *ラスティックベル   | Ragtime Girl        |                  |
| 母系(F-No.)                            | 20号族(FN:20-a)                      | 20号族(FN:20-a)     | 20号族(FN:20-a)     | [ § 3 ]          |
| 5代内の近親交配                        | Northern Dancer 5×5                  | Northern Dancer 5×5 | Northern Dancer 5×5 | [ § 4 ]          |
| 出典                                   | 1. 2. 3. 4.                          | 1. 2. 3. 4.         | 1. 2. 3. 4.         | 1. 2. 3. 4.      |

- 母クロノロジストは現役時代に中央で2戦1勝。その勝ち鞍は2006年9月18日の3歳未勝利戦(中京ダート1700m)[19]。現役時代の成績を考えれば繁殖牝馬としては大成したと言える。
- 半妹に2019年の秋華賞、2020年の宝塚記念・有馬記念、2021年の宝塚記念を勝ったクロノジェネシスがいる[19]。
- 近親にフサイチエアデール、ライラプス、フサイチリシャール、アドマイヤエイカンなどの活躍馬がいる[19]。